# Circonscription de Burt
 (mai 2023).
Si vous disposez d'ouvrages ou d'articles de référence ou si vous connaissez des sites web de qualité traitant du thème abordé ici, merci de compléter l'article en donnant les références utiles à sa vérifiabilité et en les liant à la section « Notes et références ».

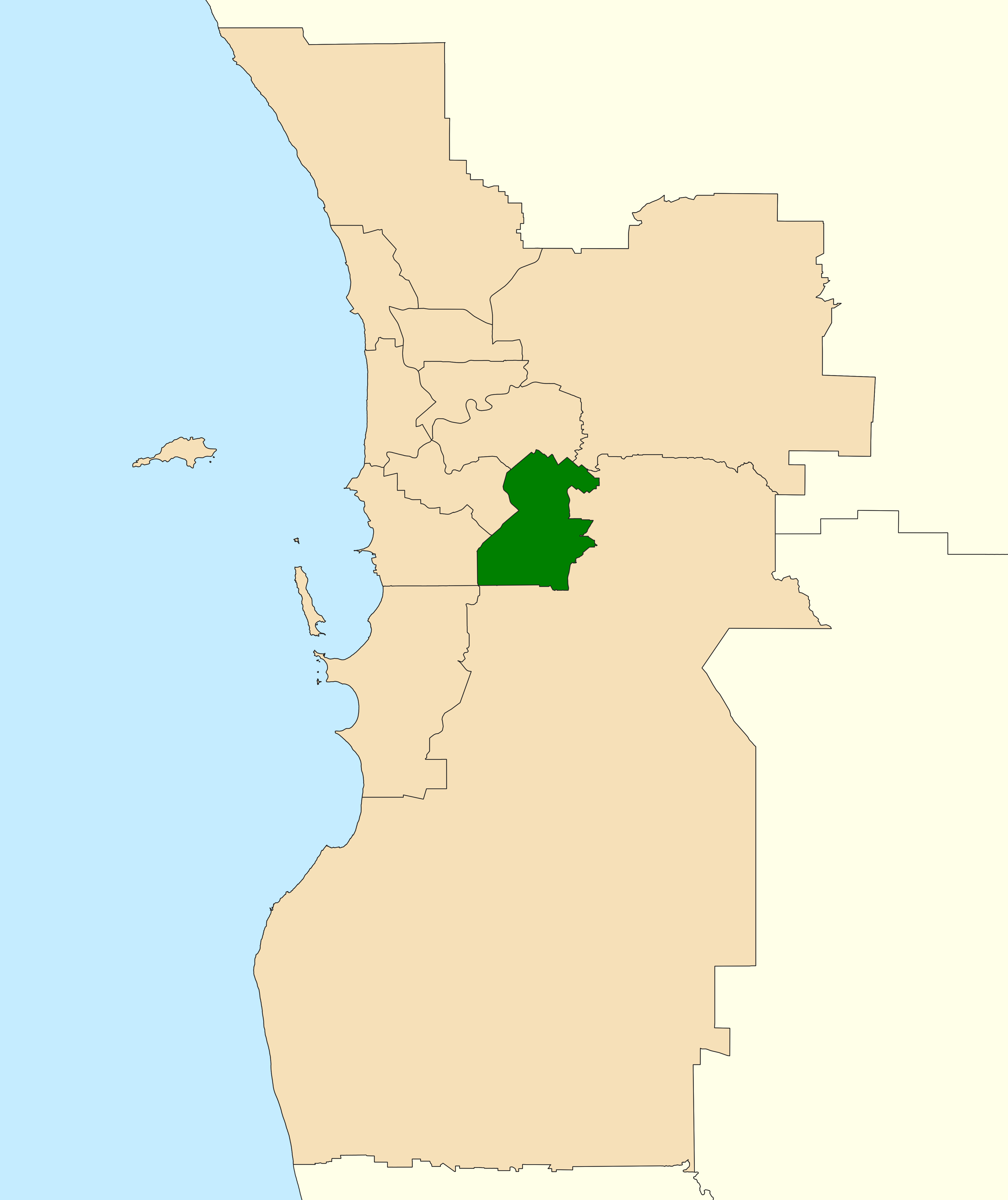
Localisation de Burt à Perth.

La circonscription de Burt est une circonscription fédérale australienne à Perth, en Australie-Occidentale. Il a été créé en 2016.

## Députés
| Image | Nom        | Parti        | Période de mandat |
| ----- | ---------- | ------------ | ----------------- |
|       | Matt Keogh | Travailliste | 2016–présent      |

## Résultats des élections
| Parti                            | Parti                        | Candidat                     | Voix   | %     | ±      |
| -------------------------------- | ---------------------------- | ---------------------------- | ------ | ----- | ------ |
|                                  | Travailliste                 | Matt Keogh                   | 47 268 | 51,63 | +10,51 |
|                                  | Libéral                      | David Goode                  | 21 009 | 22,95 | −9,49  |
|                                  | Verts                        | Daniel Garlett               | 9 004  | 9,84  | +0,27  |
|                                  | Une nation                   | Travis Carter                | 4 436  | 4,85  | −1,25  |
|                                  | Chrétiens                    | Warnar Spyker                | 3 428  | 3,74  | +0,06  |
|                                  | Australie-Occidentale        | Stephen Phelan               | 2 390  | 2,61  | +1,40  |
|                                  | UAP                          | Joshua Mccurry               | 2 274  | 2,48  | +0,24  |
|                                  | Fédération                   | Michele Castle               | 1 741  | 1,90  | +1,90  |
| Total des suffrages exprimés     | Total des suffrages exprimés | Total des suffrages exprimés | 91 550 | 94,16 | +082   |
| Votes nuls                       | Votes nuls                   | Votes nuls                   | 5 675  | 5,84  | −0,82  |
| Participation                    | Participation                | Participation                | 97 225 | 86,10 | −0,89  |
| Résultat de préférence bipartite |                              |                              |        |       |        |
|                                  | Travailliste                 | Matt Keogh                   | 59 704 | 65,21 | +9,71  |
|                                  | Libéral                      | David Goode                  | 31 846 | 34,79 | −9,71  |
|                                  | Travailliste retenir         | Travailliste retenir         | Swing  | +9,71 |        |